# Gościęcin
Gościęcin (deutsch Kostenthal) ist ein Ort in der Landgemeinde Pawlowitzke im Powiat Kędzierzyńsko-Kozielski der Woiwodschaft Opole (Oppeln) in Polen.

## Geografie
Gościęcin liegt etwa 12 Kilometer südwestlich von Kędzierzyn-Koźle. Vier Kilometer östlich verläuft die Droga krajowa 38, die in südlicher Richtung nach Tschechien führt.

## Geschichte
Im Zuge der Deutschen Ostsiedlung entstand zu Anfang des 13. Jahrhunderts an der Straße von Cosel nach Leobschütz das Straßenangerdorf Kostenthal, das 1221 als „Gossentin“ erstmals urkundlich erwähnt wurde. Es war nach deutschem Recht ausgesetzt und gehörte zu den Dörfern der Leubuser Propstei Kasimir. Mit der 1225 ausgestellten Gründungsurkunde verlieh der Oppelner Herzog Kasimir I. den deutschen Siedlern von Kostenthal jene Privilegien, wie sie bereits die Bürger von Zülz hatten. Im Zehntverzeichnis des Bistums Breslau Liber fundationis episcopatus Vratislaviensis aus der Zeit um 1305 wurde in Kostenthal ein Schulzenamt und eine Parochie erwähnt, die zum Dekanat Cosel gehörte. Bereits für das Jahr 1225 sind deutsche Kolonisten in Kostenthal belegt, deren mittelhochdeutsche Mundart im Gegensatz zu anderen Orten der Gegend im 16. Jahrhundert nicht slawisiert wurde, weshalb sich der „kostenthalerische“, schlesisch-deutsche Dialekt als Sprachinsel erhalten konnte.
In einem Rezess vom 8. März 1622 erkauften die Kostenthaler Bauern für 12.000 Taler ihre Befreiung vom Frondienst und erhielten die Zusicherung vom böhmischen Landesherrn, dem Breslauer Fürstbischof Karl von Österreich, weiterhin geistlicher Jurisdiktion zu unterstehen, was bis zur Säkularisation 1810 der Fall blieb, als der preußische Staat diese Rolle übernahm. Nachdem die Bürger von Kostenthal infolge der Gegenreformation zum römisch-katholischen Glauben zurückgekehrt waren, wurde um 1730 das eigenständige Archidiakonat Kostenthal gegründet.
Nach dem Ersten Schlesischen Krieg 1742 fiel Kostenthal mit dem größten Teil Schlesiens an Preußen. 1816 wurde es dem Landkreis Cosel eingegliedert. Auch im 19. Jahrhundert war das Handwerk bedeutend für Kostenthal – die vielen Handwerker hatten sich in zwei Innungen zusammengeschlossen. Es bestanden im Ort außerdem eine Bäckerei, fünf Fleischerbetriebe und fünf Bockwindmühlen. 1901/1908 wurde die bis dahin innerhalb des Ortes eigenständige Freischoltisei Kostenthal (120 Einwohner im Jahre 1895) nach Kostenthal eingemeindet.
Bei der Volksabstimmung in Oberschlesien am 20. März 1921 wurden in Kostenthal 1034 Stimmen für den Verbleib bei Deutschland abgegeben, 18 Stimmen waren für den Anschluss an Polen. Folglich verblieb das Dorf in der Weimarer Republik.
Der Zweite Weltkrieg endete für Kostenthal 1945, als der Ort von der Roten Armee besetzt und unter polnische Verwaltung gestellt wurde, die dem Ort den Namen Gościęcin gab. Der Großteil der deutschsprachigen Einwohner Kostenthals war geflohen oder wurde in der Folge vertrieben. Im Gegensatz zu den umliegenden, zweisprachigen Dörfern konnte sich deshalb keine nennenswerte Deutsche Minderheit halten.
Die neu angesiedelten Bewohner waren teilweise Zwangsumgesiedelte aus Ostpolen, das an die Sowjetunion gefallen war. In Gościęcin waren es polnische Bewohner aus dem Dorf Biłka Szlachecka bei Lemberg.
Von 1945 bis 1975 war Gościęcin Hauptort einer eigenen Gmina.

## Sehenswürdigkeiten

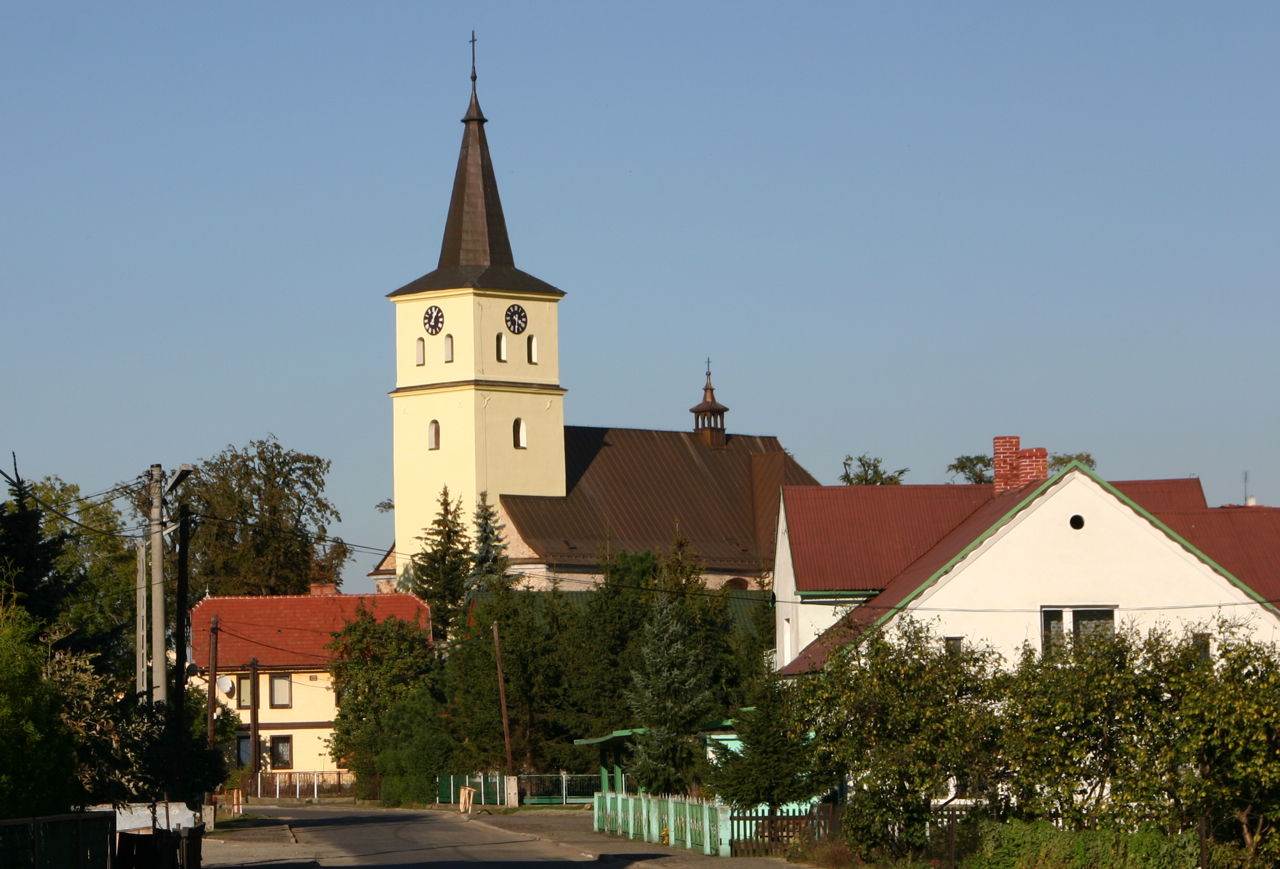
Kirche

- Auf einer Anhöhe westlich des Dorfes an der Straße nach Koske steht die Schrotholzkirche St. Brixen von 1661.
- Die katholische Pfarrkirche Mariä Himmelfahrt (Kościół Wniebowzięcia NMP) geht auf einen hölzernen Kirchenbau zurück, der von den Zisterziensern errichtet und im 16. Jahrhundert als Steinbau ausgeführt wurde.[2] Um die Mitte des 17. Jahrhunderts entstand der heutige frühbarocke Bau mit dreijochigem Langhaus und zweijochigem, dreiseitig geschlossenem Chor. Das Innere wird von einem Kreuzkappengewölbe überspannt, das auf Kompositpilastern ruht. In den Rundbogenarkaden des Kirchenschiffs sind Seitenkapellen und darüber hinter geschwungenen Balustraden Emporen eingerichtet. Der Glockenturm aus Holz mit zwei Glocken wurde von 1679 bis 1687 durch einen niedrigen Steinbau ersetzt. 1792 brannte der Turm durch Blitzschlag ab und wurde 1825 mit dem heutigen Spitzhelm auf eine Höhe von 41 Meter aufgestockt.[7] Der Hochaltar Maria Himmelfahrt wurde um 1725 geschaffen. Der untere Teil wird bestimmt von den um das Sterbebett Mariens versammelten halbplastischen Figuren der Zwölf Apostel, die auf den oberen Altarteil blicken, wo die Krönung Mariä dargestellt ist. Als Vorbild diente vermutlich der älteren Hochaltar der Neisser Jesuitenkirche.[8] Der Stuck entstand um 1700. Zur reichen barocken Ausstattung gehören außerdem die Seitenaltäre (um 1730) und der Orgelprospekt im Régence-Stil. Die Kanzel mit vollplastischen Figuren der Kirchenväter, der Schalldeckel mit Skulpturen der Vier Evangelisten und der Heiland als Salvator mundi stammen aus dem 18. Jahrhundert. Gegenüber der Kanzel findet sich in einer Rokoko-Nische eine Statue des böhmischen Landesheiligen Johannes von Nepomuk. 1945 wurde das Kirchengebäude durch Artilleriebeschuss beschädigt und nach dem Zweiten Weltkrieg wiederhergestellt.[2]
- Pfarrhaus von 1723 und Pfarrspeicher aus dem 19. Jahrhundert.[9]

## Einwohnerentwicklung
Die Einwohnerzahlen von Kostenthal nach dem jeweiligen Gebietsstand (inkl. Freischoltisei):
| Jahr | Einwohner | 1844 | 1477 |
| 1855 | 1471      |      |      |
| 1861 | 1602      |      |      |
| 1910 | 1530      |      |      |
| 1933 | 1405      |      |      |
| 1939 | 1384      |      |      |

## Persönlichkeiten
- Anton Frenzel (1790–1873), katholischer Theologe, Weihbischof im Bistum Ermland, in Kostenthal geboren
- Friedrich von der Wense (1812–1880), preußischer Generalmajor, in Kostenthal geboren